# Basílio Marthoma Mateus III
Basílio Marthoma Mateus (em malaiala: ബസേലിയോസ്‌ മാർത്തോമാ മാത്യൂസ്, translit.: basēliyēās‌ mārttēāmā mātyūs, 12 de fevereiro de 1949, Vazhoor, Kottayam, Kerala, Índia) é o atual Católico do Oriente e Metropolita de Malankara da Igreja Síria Ortodoxa Malankara. Ele foi entronizado como o 22º  Metropolitano de Malankara em 14 de outubro de 2021 e como o 9º Católico em 15 de outubro de 2021, na  Igreja de São Pedro e São Paulo, em Parumala, Kerala, Índia, sucedendo Basílio Marthoma Paulo II. 